# Solenopezia leucostoma
Solenopezia leucostoma är en svampart som först beskrevs av Rehm, och fick sitt nu gällande namn av Raitv., J.H. Haines & E. Müll. 1991. Solenopezia leucostoma ingår i släktet Solenopezia och familjen Hyaloscyphaceae.  Arten är reproducerande i Sverige. Inga underarter finns listade i Catalogue of Life.